# Мирослав Радошевић
Мирослав Радошевић (Ужице, 6. фебруар 1973) је бивши српски кошаркаш. Играо је на позицији бека шутера. 

## Каријера
Каријеру је почео у екипи ужичке Слободе а 1994. године је прешао у чачански Борац. У Партизан је дошао у лето 1997. године из Борца као први стрелац тадашње ЈУБА лиге. Са црно-белима је већ у првој сезони успео да избори пласман на фајнал фор Евролиге, трећи у клупској историји. Иако није успео да се окити титулама првака Југославије, као играч Партизана освојио је два трофеја у националном купу. Из Партизана је 2000. године отишао у Турк Телеком а до краја каријере је играо још за Росето, Проком и Банвит где је завршио каријеру 2007. године.
Био је члан репрезентације СР Југославије која је освојила Европско првенство у кошарци 1997. године у Шпанији.

## Успеси

### Клупски
- Партизан :
  - Куп СР Југославије (1) : 1999, 2000.

### Репрезентативни
- Европско првенство:  1997.